# Mistrzostwa Polski w Judo 2001
45. edycja Mistrzostw Polski w judo odbyła się w dniach 12 – 15 października 2001 roku w Gdyni.

## Medaliści 45 mistrzostw Polski

### Kobiety
| Konkurencja: | Złoto:              | Srebro:              | Brąz:                                |
| 48 kg        | Jolanta Wojnarowicz | Anna Żemła-Krajewska | Anna Byczek Alicja Daniel            |
| 52 kg        | Barbara Bukowska    | Małgorzata Bielak    | Barbara Krzywda Sylwia Chruścicka    |
| 57 kg        | Inga Kołodziej      | Romana Kasperkiewicz | Patrycja Bokiej Barbara Haręźlak     |
| 63 kg        | Aneta Szczepańska   | Beata Wolska         | Ewa Iwańska Kinga Jurek              |
| 70 kg        | Adriana Dadci       | Paulina Rainczuk     | Monika Skibińska Dorota Sikora       |
| 78 kg        | Agnieszka Czepukojć | Katarzyna Białkowska | Magdalena Marek Marta Werpachowska   |
| +78 kg       | Magdalena Kozioł    | Urszula Sadkowska    | Barbara Siemieniuk Agnieszka Szymura |
| open         | Adriana Dadci       | Magdalena Kozioł     | Ewa Iwańska Katarzyna Białkowska     |

### mężczyźni
| Konkurencja: | Złoto:                | Srebro:               | Brąz:                                |
| 60 kg        | Adam Skulte           | Rafał Libera          | Dariusz Świercz Kamil Sułek          |
| 66 kg        | Jarosław Lewak        | Jacek Cyran           | Robert Zaczkiewicz Tomasz Adamiec    |
| 73 kg        | Krzysztof Wiłkomirski | Robert Trędowski      | Tomasz Skorkowski Rafał Wróblewski   |
| 81 kg        | Robert Krawczyk       | Bronisław Wołkowicz   | Waldemar Banaszak Antoni Chmielewski |
| 90 kg        | Przemysław Matyjaszek | Paweł Smoliniec       | Jacek Kuźmiński Wojciech Mozer       |
| 100 kg       | Paweł Nastula         | Paweł Sitarski        | Artur Kejza Tomasz Szewczak          |
| +100 kg      | Janusz Wojnarowicz    | Grzegorz Eitel        | Paweł Malowaniec Ireneusz Kwieciński |
| open         | Janusz Wojnarowicz    | Przemysław Matyjaszek | Paweł Sitarski Tomasz Szewczak       |